# USA Cricket
USA Cricket (USAC) ist der nationale Dachverband für Cricket in den Vereinigten Staaten. Der im Jahr 2017 gegründete Verband ersetzte die im Jahr 1965 gegründete United States of America Cricket Association (USACA) und hat seinen Sitz in Dallas, Texas. Seit 2018 vertritt er die Vereinigten Staaten beim Weltverband International Cricket Council (ICC) als Associate Member und beim Kontinentalverband ICC Americas.

## Geschichte
Die Gründung des Verbandes United States of America Cricket Association erfolgte im Jahr 1961 und 1965 wurde er Associate Member des International Cricket Council (ICC). 2007 suspendierte das ICC den Verband und schloss die Nationalmannschaft von der World Cricket League Division Three aus, womit sie sich nicht mehr für den Cricket World Cup 2011 qualifizieren konnte. Die Suspendierung war die Folge eines Konflikts über das Gründungsdokument des Verbandes. Anfang 2008 wurde der Konflikt beigelegt und die Suspendierung wurde am 1. April desselben Jahres aufgehoben.
Am 22. Juni 2017 entschied während der Londoner Jahresversammlung des ICC der Volle Rat einstimmig – auf Empfehlung des Rates im April und einer kürzlichen Anhörung zu Streitbeilegungsausschüssen vor Michael Beloff, die im Juni 2017 abgeschlossen wurde – die United States of America Cricket Association auszuschließen. Dazu gehörte die Weigerung des Leitungsgremiums, eine vom ICC genehmigte Verfassung anzunehmen. Im selben Monat wurde ein neuer sanktionierter Verband, USA Cricket, gegründet und 2018 vom ICC als assoziiertes Mitglied aufgenommen.

## Aufgabe
USA Cricket stellt die die Vereinigten Staaten vertretenden Cricket-Nationalmannschaften, einschließlich der für die Männer, Frauen und Jugend, zusammen. Der Verband ist außerdem verantwortlich für die Durchführung von ODI- und T20I-Serien gegen andere Nationalmannschaften sowie die Organisation von Heimspielen und -turnieren. Neben der Aufstellung des Teams ist er verantwortlich für den Kartenverkauf, der Gewinnung von Sponsoren und der Vermarktung der Medienrechte. Die Amerikanischen Jungferninseln, ein Außengebiet der Vereinigten Staaten, sind Mitglied von Cricket West Indies, wodurch seine Spieler für das West Indies Cricket Team nominiert werden können.
Daneben organisiert der Verband das Kinder- und Jugend-Cricket in den Vereinigten Staaten. Wie andere Cricketnationen verfügen die Vereinigten Staaten über U-19-Nationalmannschaften für Jungen und Mädchen, die an den entsprechenden Weltmeisterschaften (Jungen und Mädchen) teilnehmen.
Der Verband organisiert auch den nationalen Spielbetrieb. So betreibt er die Major League Cricket.
Zu den Verbandsaufgaben gehört auch die Austragung internationaler Turniere. So war USA Cricket zusammen mit West Indies Gastgeber des Men’s T20 World Cup 2024.

## Logo
Das Logo von USA Cricket zeigt einen Cricketschläger vor einen rot-weiß-gestreiften Schild mit dem weißen Schriftzug USA Cricket vor einem blauen Hintergrund darüber; weiß, blau und rot sind die Nationalfarben der Vereinigten Staaten.